# Арморикански възвишения
Армориканските възвишения или Арморикански масив (на френски: Massif armoricain) са хълмиста равнина в северозападна Франция. Разположени са на полуостровите Бретан и Котантен и съседните им области, част от регионите Бретан, Нормандия, Пеи дьо ла Лоар и Нова Аквитания. Оградени са от Бискайския залив на югозапад и протока Ла Манш на север, а във вътрешността на континента преминават в Парижкия басейн на изток и Гаронската низина на югоизток. В югоизточния си край са пресечени от долното течение на река Лоара. Цялата тази обширна област представлява слабо нахълмена равнина с отделни интензивно разчленени гранитни и песъчливи ридове и ниски възвишения – Аре (384 m), Монтан Нуар (326 m) и Бел Ер (340 m) на запад, на полуостров Бретан, Форе д′Екув (417 m) и Перш (284 m) на североизток, в Нормандия и възвишението Гатин (272 m) южно от долното течение на река Лоара. Реките протичащи през региона са пълноводни, с редуване на широки и тесни (при пресичането на ридовете) участъци по теченията им. Голяма част от територията им са заети от торфища и пасища. Характерен ландшафт за района е т.нар. бокаж – полета, заградени с жив плет, храсти и горски пояси. Най-големите градове в равнината са Нант, Рен и Брест.